# Andrei Tupolev
Andrei Nikolaievitch Tupolev (em russo:  Андрей Николаевич Туполев, Poustomazovo, 29 de outubro/10 de novembro de 1888 — Moscou, 23 de dezembro de 1972) foi um projetista e construtor aeronáutico russo.
Foi um proeminente projetista aeronáutico a partir de 1929, quando trabalhava no instituto central de aerohidrodinâmica (TsAGI) de Moscou, onde mais de uma centena de aviões foram projetados, principalmente bombardeiros (entre eles o Tupolev Tu-26 e o Tupolev Tu-2) e aviões de passageiros, como o Tupolev Tu-134 e o Tupolev Tu-154.
Foi preso em 1937 junto com outro célebre projetista de aviões, Vladimir Petliakov, por motivo da acusação da criação de um partido fascista russo. Em 1939 foi transferido para a prisão em Bolchiévo, nas proximidades de Moscou, numa charachka (campo especial), onde também estavam encarcerados vários de seus colegas. Oficialmente foi condenado a dez anos, porém em 1944 foi libertado graças aos serviços prestados. Sua completa reabilitação não se fez até uma década depois da morte de Stalin.
Seus restos repousam no Cemitério Novodevichy.
Seu filho Alexei Tupolev foi também um célebre projetista de aviões comerciais, em particular o Tupolev Tu-144, apelidado de forma irônica no ocidente como Konkordski, por causa de sua enorme semelhança com o Concorde.
Nota: As datas duplas indicam em primeiro lugar a data segundo o calendário juliano em vigor até a Revolução de Outubro (1917) e em segundo lugar, a data segundo o calendário gregoriano, utilizado nos países ocidentais desde os séculos XVI / XVIII.